# بلدة بينغهام (ليلاناو مقاطعة)
بينغهام، ليلاناو مقاطعة (بالإنجليزية: Bingham Township, Leelanau County, Michigan)‏ هي بلدة تقع بولاية ميشيغان في الولايات المتحدة. تبلغ مساحتها 101.8 (كم²)، وترتفع عن سطح البحر 221 م، بلغ عدد سكانها 2425 نسمة في عام تعداد الولايات المتحدة 2000 حسب إحصاء مكتب تعداد الولايات المتحدة وتصل الكثافة السكانية فيها 39.7 نسمة/كم2.

## وصلات خارجية
- The US50 - Cities and Towns in Michigan State
- Michigan Cities and Towns, Facts, Map, Flag, Colleges, Government, and More